# Salvador a 2016. évi nyári olimpiai játékokon
Salvador a brazíliai Rio de Janeiróban megrendezett 2016. évi nyári olimpiai játékok egyik részt vevő nemzete volt. Az országot az olimpián 6 sportágban 8 sportoló képviselte, akik érmet nem szereztek.

## Atlétika
Férfi
| Versenyző  | Versenyszám     | Döntő    | Döntő    |
| Versenyző  | Versenyszám     | Idő      | Helyezés |
| ---------- | --------------- | -------- | -------- |
| Luis Lopez | 50 km gyaloglás | kizárták | kizárták |

Női
| Versenyző       | Versenyszám     | Döntő         | Döntő         |
| Versenyző       | Versenyszám     | Idő           | Helyezés      |
| --------------- | --------------- | ------------- | ------------- |
| Yesenia Miranda | 20 km gyaloglás | nem ért célba | nem ért célba |

## Cselgáncs
Férfi
| Versenyző          | Versenyszám | Selejtező         | 32-es főtábla                            | Nyolcaddöntő                                  | Negyeddöntő       | Elődöntő          | Vigaszág elődöntő | Bronz- mérkőzés   | Döntő             | Helyezés |
| Versenyző          | Versenyszám | Ellenfél Eredmény | Ellenfél Eredmény                        | Ellenfél Eredmény                             | Ellenfél Eredmény | Ellenfél Eredmény | Ellenfél Eredmény | Ellenfél Eredmény | Ellenfél Eredmény | Helyezés |
| ------------------ | ----------- | ----------------- | ---------------------------------------- | --------------------------------------------- | ----------------- | ----------------- | ----------------- | ----------------- | ----------------- | -------- |
| Juan Diego Turcios | Váltósúly   | erőnyerő          | Roman Moustopoulos (GRE) · 100(1)-000(2) | Avtandil Ch'rik'ishvili (GEO) · 000(2)–000(0) | kiesett           | kiesett           |                   |                   |                   | 9.       |

## Sportlövészet
Női
| Versenyző     | Versenyszám | Selejtező | Selejtező | Döntő   | Döntő    |
| Versenyző     | Versenyszám | Pont      | Helyezés  | Pont    | Helyezés |
| ------------- | ----------- | --------- | --------- | ------- | -------- |
| Lilian Castro | Légpisztoly | 366       | 44.       | kiesett | kiesett  |

## Súlyemelés
Férfi
| Versenyző       | Versenyszám | Szakítás | Szakítás | Lökés    | Lökés    | Összesen | Helyezés |
| Versenyző       | Versenyszám | Eredmény | Helyezés | Eredmény | Helyezés | Összesen | Helyezés |
| --------------- | ----------- | -------- | -------- | -------- | -------- | -------- | -------- |
| Julio Salamanca | 62 kg       | 120      | 13.      | 155      | 9.       | 275      | 10.      |

## Úszás
Férfi
| Versenyző      | Versenyszám  | Előfutam | Előfutam | Előfutam | Elődöntő | Elődöntő | Elődöntő | Döntő   | Döntő    |
| Versenyző      | Versenyszám  | Idő      | Hely.    | Össz.    | Idő      | Hely.    | Össz.    | Idő     | Helyezés |
| -------------- | ------------ | -------- | -------- | -------- | -------- | -------- | -------- | ------- | -------- |
| Marcelo Acosta | 200 m gyors  | 1:51,46  | 4.       | 43.      | kiesett  | kiesett  | kiesett  | kiesett | kiesett  |
| Marcelo Acosta | 400 m gyors  | 3:48,82  | 1.       | 22.      |          |          |          | kiesett | kiesett  |
| Marcelo Acosta | 1500 m gyors | 15:08,17 | 2.       | 22.      |          |          |          | kiesett | kiesett  |

Női
| Versenyző        | Versenyszám | Előfutam | Előfutam | Előfutam | Döntő   | Döntő    |
| Versenyző        | Versenyszám | Idő      | Hely.    | Össz.    | Idő     | Helyezés |
| ---------------- | ----------- | -------- | -------- | -------- | ------- | -------- |
| Rebeca Quinteros | 400 m gyors | 4:52,11  | 8.       | 32.      | kiesett | kiesett  |

## Vitorlázás
Férfi
| Versenyző        | Versenyszám | Futam | Futam | Futam | Futam | Futam | Futam | Futam | Futam | Futam | Futam | Futam   | Pontszám | Helyezés |
| Versenyző        | Versenyszám | 1     | 2     | 3     | 4     | 5     | 6     | 7     | 8     | 9     | 10    | É       | Pontszám | Helyezés |
| ---------------- | ----------- | ----- | ----- | ----- | ----- | ----- | ----- | ----- | ----- | ----- | ----- | ------- | -------- | -------- |
| Enrique Arathoon | Laser       | (33)  | 32    | 28    | 30    | 4     | 3     | 9     | 32    | 18    | 21    | kiesett | 177      | 24.      |